# Вільгельм Брюкнер
Вільгельм Брюкнер (нім. Wilhelm Brückner; 11 грудня 1884, Баден-Баден — 18 серпня 1954, Гербсдорф) — німецький офіцер, обергрупенфюрер СА, оберст вермахту. Шеф ад'ютантів Адольфа Гітлера до 1940 року.

## Біографія
Вивчав право і економіку в Страсбурзі, Фрайбурзі, Гайдельберзі та Мюнхені.
Під час Першої світової війни Брюкнер був офіцером баварського піхотного полку. Після війни він вступив до баварського фрайкору фон Еппа і взяв участь у розгромі Баварської Радянської Республіки.
В кінці 1919 року Брюкнер знову вступив до університету, вивчав протягом трьох років техніку зйомки кінофільмів. В кінці 1922 року вступив в НСДАП і кілька місяців по тому, 1 лютого 1923 року став командиром полку СА в Мюнхені. Він був одним з тих, хто активно підштовхував керівництво партії влаштувати повстання.
Брюкнер взяв участь в пивному путчі 8-9 листопада 1923 року в Мюнхені, за участь в якому був засуджений на півтора року тюремного ув'язнення. За рішенням судової влади він був відпущений на свободу через чотири з половиною місяці і знову очолив свій старий полк СА.
1 серпня 1930 року Брюкнер став ад'ютантом і охоронцем Адольфа Гітлера, потім був призначений шефом ад'ютантів. У зв'язку з цим він мав великий вплив у внутрішньому колі Гітлера. 1 вересня 1930 року знову вступив у НСДАП (партійний квиток №298 623). Разом із Йозефом Геббельсом і Зеппом Дітріхом, брав участь в пропагандистському фільмі «Гітлер над Німеччиною» (1932).
Брюкнер, якого дуже любили відвідувачі рейхсканцелярії за його прямоту і привітність, втратив весь свій вплив з початком Другої світової війни. Він став помічати, що поступово ад'ютанти від вермахту і СС набувають все більшого впливу на шкоду йому. 18 жовтня 1940 року Брюкнер був несподівано звільнений за суперечку з управдомом Гітлера. Скоріше за все, до звільнення Брюкнера був причетний Мартін Борман.
На посаді шефа ад'ютантів Брюкнера змінив Юліус Шауб. До кінця Другої світової війни Брюкнер служив вермахті.

## Звання
- Однорічний доброволець (1 жовтня 1904)
- Єфрейтор (20 травня 1905)
- Унтерофіцер (1 вересня 1905)
- Віцефельдфебель ландверу (15 листопада 1914)
- Кандидат в офіцери (15 листопада 1914)
- Фельдфебель-лейтенант (13 липня 1915)
- Лейтенант ландверу (2 червня 1916)
- Оберлейтенант ландверу (15 березня 1918)
- Оберфюрер СА (18 грудня 1931)
- Групенфюрер СА (1 березня 1933)
- Обергрупенфюрер СА (9 листопада 1934)
- Майор резерву (1 червня 1941)
- Оберстлейтенант резерву (1943)
- Оберст (1 грудня 1944)

## Нагороди
- Залізний хрест 2-го класу
- Орден «За військові заслуги» (Баварія) 4-го класу з мечами і короною (14 березня 1915)
- Нагрудний знак «За поранення» в золоті
- Пам'ятна військова медаль «Киффгойсер» 1914/18
- Німецька пам'ятна медаль світової війни ради ордена Німецького Почесного Легіону з бойовою відзнакою
- Хрест Німецького союзу фронтовиків
- Медаль «Кільце Національного автомобільного і повітряного руху»
- Орден крові (№7; 9 листопада 1933)
- Почесний кут старих бійців (лютий 1934)
- Почесний кинджал СА
- Почесний хрест ветерана війни з мечами
- Почесний громадянин міста Детмольд (15 січня 1936) — позбавлений 9 листопада 1945 року.
- Почесний знак Кобург (1936)
- Золотий партійний знак НСДАП (30 січня 1938)
- Медаль «У пам'ять 13 березня 1938 року»
- Медаль «У пам'ять 1 жовтня 1938» із застібкою «Празький град»
- Медаль «У пам'ять 22 березня 1939 року»
- Медаль «За вислугу років у НСДАП» в бронзі та сріблі (15 років)

## Галерея

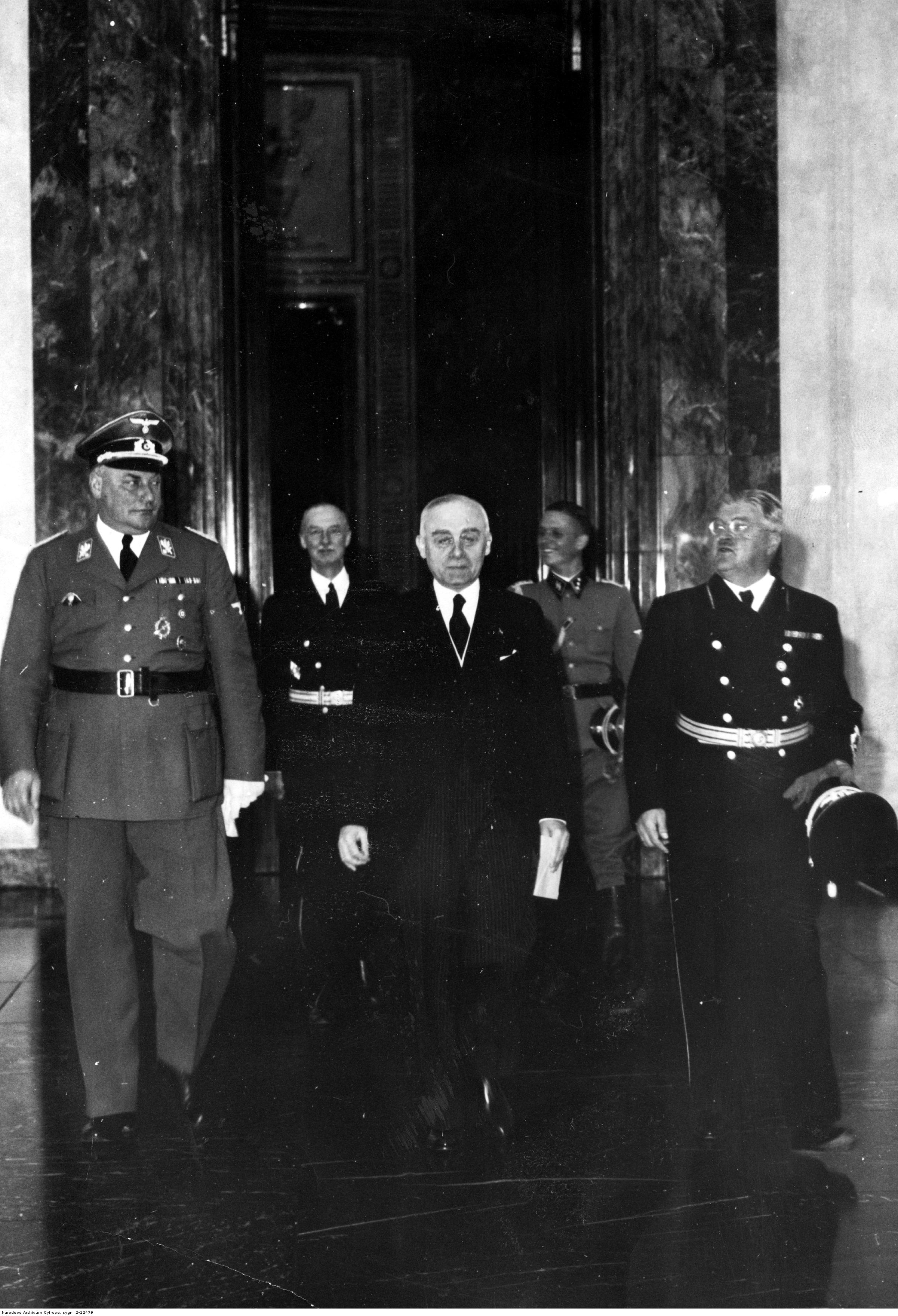
Брюкнер — крайній ліворуч (Берлін, 1940).
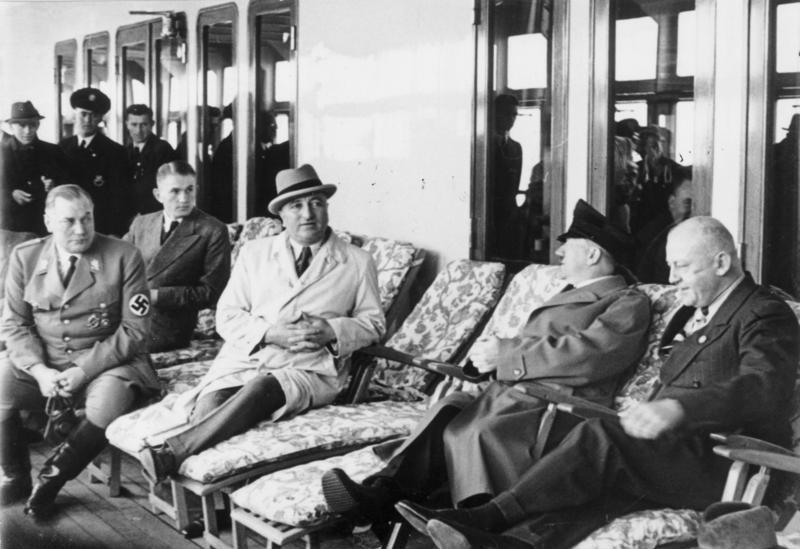
Брюкнер — крайній ліворуч (1939).